# Maurizio Gervasoni
Maurizio Gervasoni (ur. 20 grudnia 1953 w Sarnico) – włoski duchowny katolicki, biskup Vigevano od 2013.

## Życiorys
Święcenia kapłańskie otrzymał 11 czerwca 1977 i został inkardynowany do diecezji Bergamo. Pracował głównie jako wykładowca i wicedyrektor kursów licealnych i teologicznych w diecezjalnym seminarium. Był także m.in. dyrektorem kilku kurialnych wydziałów, wykładowcą miejskiego uniwersytetu oraz wikariuszem biskupim dla miasta Bergamo.
20 lipca 2013 papież Franciszek mianował go ordynariuszem diecezji Vigevano. Sakry biskupiej udzielił mu 28 września 2013 kardynał Dionigi Tettamanzi.